# 로버츠군 (텍사스주)

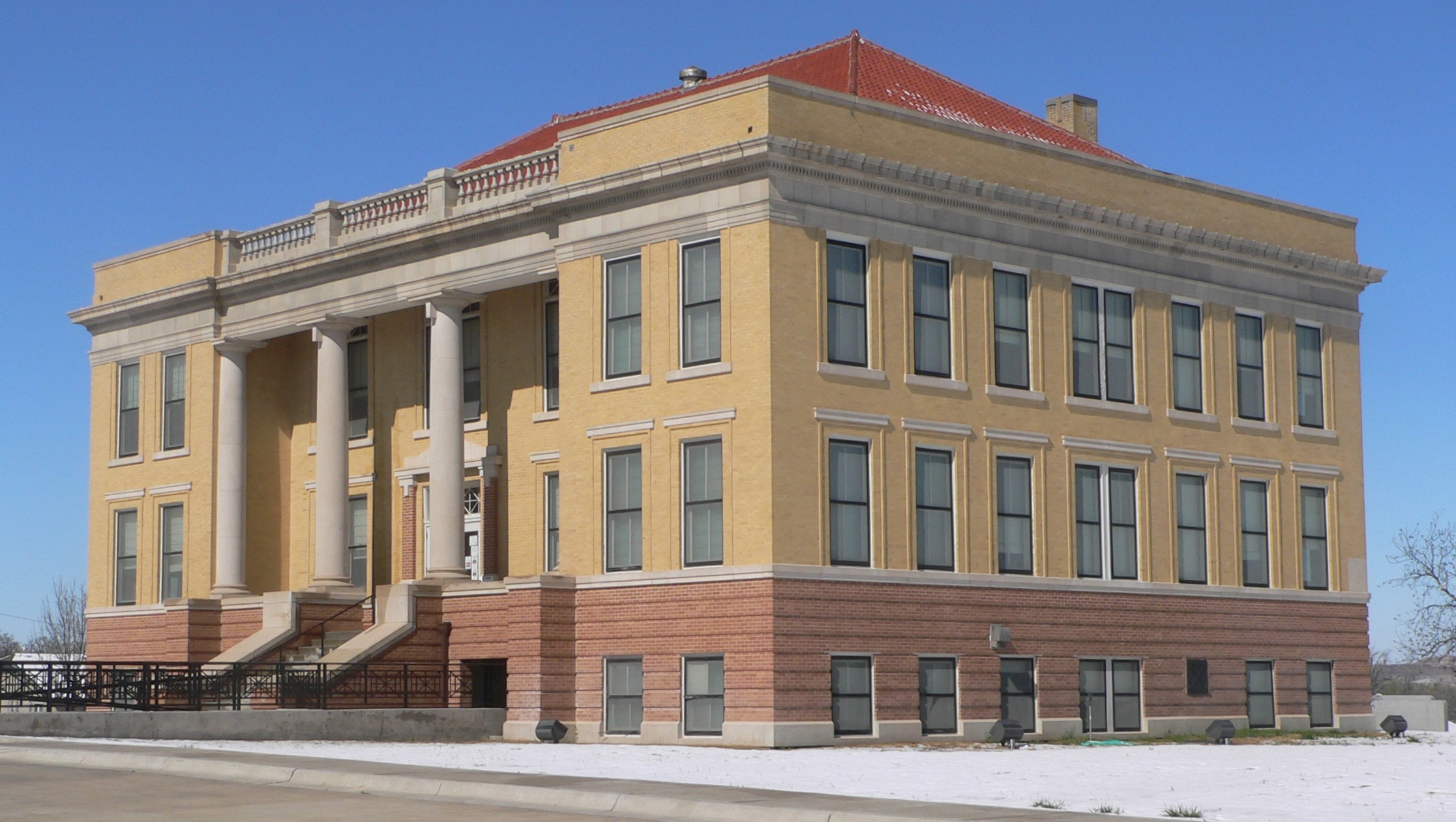

로버츠군 또는 로버츠 카운티(Roberts County)는 미국 텍사스주에 위치한 군이다. 2010년 기준으로 이 지역의 인구 수는 총 929명이다. 2018년 추산으로 이 지역의 총 인구 수는 903명이다. 캐나디안 강이 흐르고 주요 도시는 마이애미(텍사스)가 있다.

## 인구
| 인구조사                                  | 인구  | Note  | %±     |
| ----------------------------------------- | ----- | ----- | ------ |
| 1880년                                    | 32    |       | —      |
| 1890년                                    | 326   |       | 918.8% |
| 1900년                                    | 620   |       | 90.2%  |
| 1910년                                    | 950   |       | 53.2%  |
| 1920년                                    | 1,469 |       | 54.6%  |
| 1930년                                    | 1,457 |       | −0.8%  |
| 1940년                                    | 1,289 |       | −11.5% |
| 1950년                                    | 1,031 |       | −20.0% |
| 1960년                                    | 1,075 |       | 4.3%   |
| 1970년                                    | 967   |       | −10.0% |
| 1980년                                    | 1,187 |       | 22.8%  |
| 1990년                                    | 1,025 |       | −13.6% |
| 2000년                                    | 887   |       | −13.5% |
| 2010년                                    | 929   |       | 4.7%   |
| 2018 (추산)                               | 903   | [ 1 ] | −2.8%  |
| U.S. Decennial Census 1850–2010 2010–2014 |       |       |        |